# ولادیمیر ولکوف
ولادیمیر ولکوف (فرانسوی: Vladimir Volkoff‎) زادهٔ ۷ نوامبر ۱۹۳۲ - درگذشته ۱۴ سپتامبر ۲۰۰۵) یکرمان‌نویس روس‌تبار اهل فرانسه است.
وی همچنین برنده جوایزی همچون جایزه بزرگ رمان فرهنگستان فرانسه (۱۹۸۲) شده است.